# Berneuil (Somme)
Berneuil (picardisch: Bèrneu) ist eine nordfranzösische Gemeinde mit 274 Einwohnern (Stand 1. Januar 2022) im Département Somme in der Region Hauts-de-France. Die Gemeinde liegt im Arrondissement Amiens, ist Teil der Communauté de communes du Territoire Nord Picardie und gehört zum Kanton Doullensu.

## Geographie
Die Gemeinde liegt rund vier Kilometer nordöstlich von Domart-en-Ponthieu und fünf Kilometer südlich von Bernaville. 

## Toponymie und Geschichte
Der in alten Dokumenten als Bernoldiacum bezeichnete Ort gehörte im 7. Jahrhundert der Abtei Corbie. Der erste Herr von Berneuil, Bernard de Saint-Valéry, Baron von Domard, ließ gegen 1175 ein festes Haus errichten. Nach Auseinandersetzungen mit dem Grafen Jean de Ponthieu ließ König Ludwig VII. den Streit durch ein in Corbie ausgetragenes Duell lösen. Bis ins 18. Jahrhundert wechselte die Herrschaft mehrfach.

## Einwohner
| 1962 | 1968 | 1975 | 1982 | 1990 | 1999 | 2006 | 2011 |
| ---- | ---- | ---- | ---- | ---- | ---- | ---- | ---- |
| 265  | 234  | 250  | 213  | 211  | 214  | 249  | 263  |

## Verwaltung
Bürgermeister (maire) ist seit 2001 Francis Flahaut.

## Sehenswürdigkeiten
- Kirche Saint-Pierre, seit 1921 als Monument historique klassifiziert (Base Mérimée PA00116096)

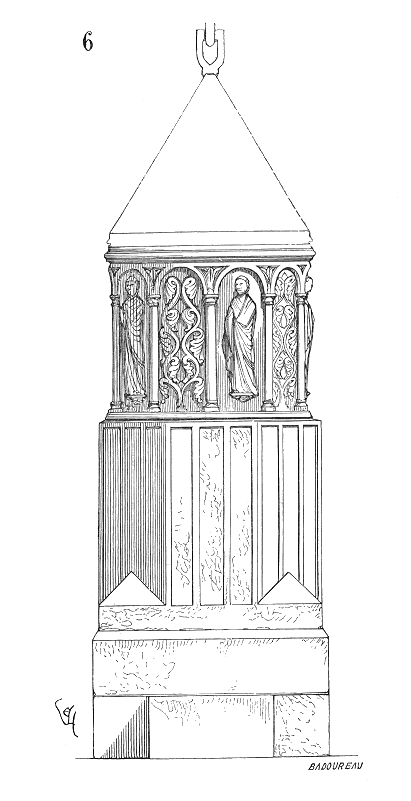
Tauffünte der Kirche (Darstellung bei Viollet-le-Duc)